# 新亜SB
株式会社新亜SBは、大韓民国の造船会社。1946年にチェキホ造船所として創業し、1978年に大宇重工業に編入された。その後、大宇造船の合理化政策により分離され、2006年に現在の社名に変更された。
主力製品は石油化学製品運搬船、自動車専用船（PCTC）、コンテナ船を生産していた。
2014年4月に法定管理入りし（日本の会社更生法適用に相当）、翌2015年11月23日に破産した。

## 年表
- 1946年6月 - チェキホ造船所が創業される。
- 1976年 - 新亜造船工業に社名変更される。
- 1978年6月 - 大宇グループの系列に編入される。
- 1991年12月 - 新亜造船が設立される。
- 1998年2月 - 株式会社新亜に社名変更。
- 2006年8月 - SLS造船株式会社に社名変更。
- 2011年 - 株式会社新亜SBに社名変更。
- 2014年4月 - 法定管理に入る。
- 2015年11月 - 破産。

## 施設
- NO.1ドック - 長さ190m × 幅37m、最大6万トン、乾ドック
- NO.2ドック - 長さ180m × 幅35m、最大6万トン、乾ドック
- NO.3ドック - 長さ240m × 幅50m、最大8万トン、乾ドック
- 浮きドック - 長さ195m × 幅45m、最大5万トン、乾ドック

## 国内の競合他社
- HD現代重工業
- 三星重工業
- 韓進重工業
- STX造船海洋
- 大宇造船海洋
- 城東造船海洋